# Amazonetaling
De amazonetaling (Amazonetta brasiliensis) is een vogel uit de familie Anatidae. De wetenschappelijke naam van de soort is voor het eerst geldig gepubliceerd in 1789 door Gmelin.

## Leefwijze
De amazonetaling leeft in groepen van ongeveer 20 exemplaren. Ze voeden zich met vruchten, zaden, wortels en insecten.

## Voortplanting
Beide ouders zorgen voor de jongen, die enkel insecten eten.

## Kenmerken
Het verenkleed van deze 40 cm lange vogel bestaat uit een donkerbruine bovenzijde en een witte onderzijde met donkere vlekken. Verder heeft de vogel een rode snavel, een bruine kop, hals en borst met een lichte vlek op de zijkant van de kop.

## Voorkomen
De soort komt  voor in het zuidoosten van het Amazoneregenwoud en telt twee ondersoorten:
- A. b. brasiliensis: van oostelijk Colombia tot oostelijk Brazilië.
- A. b. ipecutiri: van oostelijk Bolivia tot zuidelijk Brazilië en noordelijk Argentinië.

## Beschermingsstatus
Op de Rode Lijst van de IUCN heeft de soort de status niet bedreigd.